# Родано
Родано (італ. Rodano) — муніципалітет в Італії, у регіоні Ломбардія,  метрополійне місто Мілан.
Родано розташоване на відстані близько 480 км на північний захід від Рима, 13 км на схід від Мілана.
Населення — 4638 осіб (2014).
Щорічний фестиваль відбувається 21 червня, останньої неділі травня. 

## Демографія
Населення за роками:

Станом на 1 січня 2023 року в муніципалітеті офіційно проживало 258 іноземців з 40 країн, серед них 86 громадян країн Євросоюзу та 10 громадян України.

## Сусідні муніципалітети
- Чернуско-суль-Навільйо
- Пантільяте
- Песк'єра-Борромео
- Пьольтелло
- Сеттала
- Віньяте